# Vatikanska knjižnica
Vatikanska apostolska knjižnica (latinsko Bibliotheca Apostolica Vaticana, italijansko Biblioteca Apostolica Vaticana) je splošno znana kot Vatikanska knjižnica ali neuradno kot Vat.  Je knjižnica Svetega sedeža v Vatikanu in je nacionalna knjižnica države. Ustanovljena je bila leta 1475, čeprav je pravzaprav veliko starejša in je tudi ena najstarejših knjižnic na svetu ter vsebuje nekatere od najpomembnejših zbirk zgodovinskih besedil. Ima 75.000 kodeksov, kot tudi 1.1 milijonov knjig, v katere je vključenih približno 8500 inkunabul.
Vatikanska knjižnica je znanstvena knjižnica zgodovine, prava, filozofije, znanosti in teologije. Odprta je za vsakogar, ki lahko dokaže svoje kvalifikacije in želi gradiva v knjižnici uporabiti za raziskovalne namene. Fotokopije za zasebne študije strani iz knjig, izdanih med letoma 1801 in 1990, se lahko zaprosi osebno ali po pošti.
Papež Nikolaj V. (1447–1455) si je zamislil nov Rim z obsežnimi javnimi dejavnostmi, ki bi privabljale romarje in učenjake. Ti bi pripomogli k preobrazbi mesta. Želel je ustvariti »javno knjižnico« v Rimu, ki bi veljala za institucijo humanističnih študij. Smrt mu je preprečila uresničitev načrta, vendar je njegov naslednik, Papež Sikst IV. (1471–1484), nadaljeval njegovo delo.
Vatikanski apostolski arhiv je bil ločen od knjižnice na začetku 17. stoletja in vsebuje 150.000 dodatnih gradiv.

## Zgodovinska obdobja
Zgodovino Vatikanske knjižnice se deli na pet obdobij: predlateransko, lateransko, avignonsko, predvatikansko in vatikansko.

### Predlateransko obdobje
Predlateransko obdobje zajema začetne dni knjižnice, ki segajo v najzgodnejše dni Cerkve. Iz tega obdobja se je ohranila le peščica zvezkov.

### Lateransko obdobje
Lateransko obdobje se je začelo s selitvijo knjižnice v Lateransko palačo in je trajalo do konca 13. stoletja v času vladavine papeža Bonifacija VIII.. Umrl je leta 1303, pred smrtjo pa je uspel zbrati eno najznamenitejših zbirk iluminiranih rokopisov v Evropi. Istega leta je Lateransko palačo požgal in zbirko zaplenil Filip IV. Francoski.

### Avignonsko obdobje
Avignonsko obdobje je bilo med avignonskim papeštvom, ko je sedem papežev zaporedno prebivalo v Avignonu v Franciji. Po Bonifacijevi smrti se je papeštvo vrnilo v Rim, kjer je močno naraslo knjižno zbiranje in vodenje evidenc.

### Predvatikansko obdobje
Predvatikansko obdobje je trajalo približno med letoma 1370‒1447. Knjižnica je bila v tem času razpršena z deli v Rimu, Avignonu in drugod.

### Vatikansko obdobje
Leta 1451 si je bibliofil papež Nikolaj V. prizadeval za ustanovitev javne knjižnice v Vatikanu. Njegov motiv je bil, da bi ponovno postavil Rim kot glavno destinacijo za učenjake. Uspel je zbrati okoli 350 grških, latinskih in hebrejskih kodeksov svojih predhodnikov, katere je združil s svojo lastno zbirko in drugimi pridobitvami. Med njimi so bili tudi rokopisi iz cesarske knjižnice v Konstantinoplu. Papež Nikolaj je svojo zbirko razširil tudi s pomočjo italijanskih in bizantinskih učenjakov, ki so zanj prevajali grške klasike iz grščine v latinščino. Spodbujal je tudi vključevanje poganskih klasik. Nikolaj je bil pomemben tudi pri ohranitvi številnih grških del in spisov v tem obdobju, ki jih je zbral med svojimi potovanji, in tiste, ki jih je pridobil od drugih.
Leta 1455 je zbirka zrasla na kar 1200 knjig, od tega je bilo 400 napisanih v grščini.
Papež Nikolaj je umrl leta 1455. Leta 1475 je njegov naslednik papež Sikst IV. ustanovil Palatinsko knjižnico. V času njegovega papeževanja je prišlo do pridobitve gradiv o teologiji, filozofiji in umetniški literaturi. Število rokopisov se je skozi leta razlikovalo, v letu 1475 jih je bilo preštetih 3500, leta 1481 pa 2527. Istega leta je knjižničar Bartolomeo Platina podpisal uradni popis gradiv. Takrat je bila to največja zbirka knjig v zahodnem svetu.
V času protireformacije je bil dostop do knjižničnih gradiv omejen po uvedbi indeksa prepovedanih knjig. To je dostop onemogočilo mnogim učenjakom, še posebej pa protestantskim. Omejitve so bile odpravljene tekom 17. stoletja, ko je papež Leon XIII. leta 1883 knjižnico uradno ponovno odprl učenjakom.
Leta 1756 je duhovnik Antonio Piaggio, ki je deloval kot kustos starodavnih rokopisov v knjižnici, izumil in uporabil stroj za odvijanje prvih Herkulanejskih papirusov. To je bila naloga, ki mu je vzela več mesecev.
Leta 1809 je Napoleon Bonaparte aretiral papeža Pija VII., zasegel gradiva knjižnice ter jih odpeljal v Pariz. Vrnjena so bila leta 1817, tri leta po Napoleonovem porazu in abdikaciji.
Prvi večji projekt revitalizacije knjižnice se je odvijal med svetovnima vojnama na pobudo papeža Pija XI., ki je bil tudi sam učenjak in nekdanji knjižničar. Do tedaj je imela knjižnica pomanjkljivo organizacijo, saj so bili njeni knjižničarji pripravniki premalo usposobljeni. So pa zato sodelovali z mnogimi drugimi strokovnjaki. Tuji raziskovalci, predvsem ameriški, so ugotavljali, kako neprimerni so bili prostori za tako pomembno zbirko. Več ameriških organizacij, vključno z American Library Association in Carnegie Endowment for International Peace, je ponudilo pomoč pri uvajanju sodobnega sistema katalogiziranja. Poleg tega so bili knjižničarji iz Vatikanske knjižnice povabljeni, da obiščejo več knjižnic v ZDA, da bi se učili o delovanju sodobnih knjižnic. Obiskali so Kongresno knjižnico in knjižnice v Princetonu, Philadelphiji, Baltimoru, Pittsburghu, Chicagu, Champaignu, Torontu in Ann Arborju. Po vrnitvi v Rim je bil izveden načrt reorganizacije. Glavna cilja sta bila izdelava bibliografije avtorjev rokopisev in pa katalog inkunabul. Ko je bil projekt končan, je bila Vatikanska knjižnica ena najsodobnejših v Evropi. Ta skupna prizadevanja so poudarila pomen mednarodnih odnosov na področju knjižničarstva in leta 1929 pripeljala do ustanovitve Mednarodne zveze bibliotekarskih združenj.
Leta 1992 je imela knjižnica skoraj 2 milijona katalogiziranih gradiv.
Med številnimi krajami knjižničnih gradiv, storjenih v sodobnem času, je eden najbolj znanih primerov iz leta 1995, ko je profesor umetnostne zgodovine, Anthony Melnikas, z univerze Ohio State, ukradel tri liste iz srednjeveškega rokopisa, ki so bili nekoč v lasti Francesca Petrarce. Na enem od ukradenih listov je bila miniatura kmeta, ki mlati žito. Ameriški cariniki so v njegovem posedovanju odkrili tudi četrti list neznanega izvora. Melnikas je poskušal strani prodati trgovcu z umetninami, ta pa je na to opozoril direktorja knjižnice.

## Lokacija in stavba
Knjižnica je znotraj Apostolske palače, vhod pa je skozi dvorišče Belvedere. Ko je papež Sikst V. naročil razširitev stavbe, je dal zgraditi tudi trinadstropni trakt tik skozi Bramantejev del Belvedera ter ga s tem prepolovil in tako bistveno spremenil Bramantejevo oblikovanje. Na dnu velikega stopnišča stoji velik kip Hipolita, ki krasi vhodno dvorano La Galee.
V kleti sta soba papirusov in skladišče rokopisov. V prvem nadstropju je restavratorski laboratorij, v drugem pa arhiv fotografij.
Skupna dolžina vseh polic v knjižnici je 42 km.
Knjižnico so zaradi prenove zaprli 17. julija 2007 in jo ponovno odprli 20. septembra 2010. Prenova je knjižnico stala 9 milijonov evrov.

### Arhitektura in umetnost
V Sala di Consultazione ali glavni referenčni sobi Vatikanske knjižnice je kip svetega Tomaža Akvinskega. Druga različica tega kipa (ok. 1930) stoji pod vhodnim portikom Papeške univerze svetega Tomaža Akvinskega. 
- Zlate vrtnice, shranjene v Vatikanski knjižnici.
- Tomaž Akvinski

## Organizacija knjižnice

### Katalog
Zbirka je bila prvotno organizirana z zvezki, ki so se uporabljali za registracijo oziroma indeksiranje rokopisov. Ko je zbirka narasla na nekaj tisoč gradiv, so bili uporabljeni signaturni seznami. Prvi sodoben sistem katalogiziranja je bil vzpostavljen pod vodstvom očeta Franziskusa Ehrla med letoma 1927 in 1939 z uporabo listkovnega katalogiziranja Kongresne knjižnice. Ehrle je postavil tudi prvi program za fotografiranje pomembnih ali redkih del. Knjižnični katalog pa je bil digitaliziran v devetdesetih letih 20. stoletja. K temu je pripomogel duhovnik Leonard E. Boyle.

### Branje in izposoja
V obdobju renesanse večina knjig ni bila hranjena na policah, temveč v lesenih klopeh, na katere so bile pritrjene mize. Vsaka klop je bila posvečena določeni temi. Knjige so bile priklenjene na te klopi, in če je bralec vzel knjigo, je veriga ostala pritrjena nanjo. Do začetka 17. stoletja so si smeli knjige izposojati le akademiki. Za pomembnejše knjige je sam papež izdal opomin v primeru, da so uporabniki zamujali z vrnitvijo. Privilegiji za uporabo knjižnice so bili lahko tudi odvzeti zaradi kršitve hišnega reda, na primer s plezanjem po mizah. Najbolj znan primer odvzema pravic do knjižničnih storitev je primer filozofa in teologa Pica Della Mirandole, ki je izgubil pravico do uporabe knjižnice, ko je izdal knjigo o teologiji, ki je papeška kurija ni odobravala.  V šestdesetih letih 18. stoletja pa je zakon, ki ga je izdal papež Klemen XIII., močno omejil dostop do knjižničnega fonda.
Do Vatikanske knjižnice danes lahko istočasno dostopa 200 znanstvenikov, letno pa jo obišče od 4000 do 5000 ljudi, večinoma so to znanstveniki, ki opravljajo podiplomske raziskave.

## Zbirke
Čeprav je Vatikanska knjižnica vedno vključevala biblije, besedila cerkvenega prava in teološka dela, se je na začetku osredotočala na posvetna dela. Njena zbirka grških in latinskih klasikov je bila ključna za oživitev klasične kulture v času renesanse. Najstarejši dokumenti v knjižnici segajo nazaj v 1. stoletje.
Knjižnica je primarno nastala, da bi služila kot knjižnica rokopisov. To se odraža v veliki količinski razliki med rokopisi in tiskanimi gradivi v zbirki. Tiskane knjige, ki so prišle v zbirko, so namenjene izključno olajšanju študija veliko večje zbirke rokopisov.
Zbirka vključuje tudi 330.000 grških, rimskih in papeških kovancev in medalj.
Vsako leto knjižnica pridobi okoli 6000 novih knjig.
Knjižnico so skozi stoletja obogatile številne zapuščine in pridobitve.
Leta 1623 je Maksimilijan I. v zahvalo za spretne politične poteze papežu Gregorju XV., ki ga je podpiral v boju proti protestantom, podaril palatinsko knjižnico v Heidelbergu, ki je vsebovala približno 3500 rokopisov. Sam jo je pravkar pridobil kot plen v tridesetletni vojni. Okoli 39 heidelberških rokopisov je bilo leta 1797 poslanih v Pariz in po Pariški pogodbi leta 1815, vrnjenih v Heidelberg. 852 drugih daritev je leta 1816 papež Pij VII. podaril Univerzi v Heidelbergu, vključno s Manesse kodeksom. Dandanes so gradiva Palatinske knjižnice v Vatikanski knjižnici.
Leta 1657 je knjižnica pridobila rokopise vojvod Urbina. Leta 1661 je postal knjižničar grški akademik Leo Allatius.
Knjižnico švedske kraljice Kristine, katere gradiva so bila večinoma vojni plen iz habsburške Prage in nemških mest med tridesetletno vojno, je po njeni smrti leta 1689 kupil papež Aleksander VIII.. Če bi knjižnica ostala v Stockholmu, bi bila vsa gradiva uničena v požaru kraljeve palače leta 1697.
Med najbolj znanimi fondi knjižnice je Vatikanski kodeks 1209, najstarejši znan, skoraj popoln, rokopis Svetega pisma. Prokopijeva Skrivna zgodovina je bila odkrita v knjižnici in objavljena leta 1623.
Papež Klemen XI. je poslal učenjake na Vzhod, z namenom, da bi ti prinesli rokopise in na splošno velja za ustanovitelja orientalskega oddelka knjižnice.
Leta 1959 je bila ustanovljena Filmoteka. Te ne smemo zamenjati z Vatikansko filmsko knjižnico, ki je bila ustanovljena leta 1953 na Univerzi sv. Louisa v Sv. Louisu v Misouriju.
Knjižnica ima tudi veliko zbirko besedil, povezanih s hinduizmom.
Med obnavljanjem knjižnice med letoma 2007 in 2010 je bilo vseh 70.000 zvezkov v knjižnici, označenih z elektronskimi čipi, da bi s tem preprečili krajo.

### Artefakti in rokopisi
- Matejev evangelij v perzijščini, prvi perzijski rokopis, ki je bil shranjen v Vatikanski knjižnici
- Stran rokopisa s petglasno molitvijo »Kyrie« avtorja Jacquesa Barbireauja.
- Mappamondo Borgiano, znan tudi kot Tavola di Velletri, sestavljen iz dveh bakrenih tablic (1430)
- Mesec maj v Kronografijah, koledar iz leta 354, kaligrafa Filocala iz 4. stoletja.
- Anton Raphael Mengs Zmagoslavje zgodovine skozi čas (alegorija muzeja Clementinum), stropna freska v Camera dei Papiri
- Iluminacija iz legende o svetem Emeriku Madžarskem, ok. 1335
- Bitka med Davidom in Goljatom, knjiga psalmov, ok. 1059
- Plošče iz slonovine iz zadnje platnice Lorschovega evangelija

V zbirko so vključeni tudi Iluminirani rokopisi in:

#### Krščanski rokopisi
- Vatikanski kodeks 1209, eno najstarejših ohranjenih svetih pisem v grščini
- Barberinijevi evangeliji
- Gelasov zakramentar, ena najstarejših knjig o krščanskem bogoslužju.
- Joshua Roll (bizantinski rokopis)
- Lorschov evangelij (Codex Aureus of Lorsch), iluminirana evangelijska knjiga, napisana in ilustrirana med letoma 778 in 820. Razporejena je po različnih muzejih. Zadnjo platnico ima izrezljano iz slonovine.
- Lukov in Janezov evangelij
- Menologij Bazilija II.[29]
- Vatikanski hrvaški molitvenik
- Trije fragmenti stare saške Geneze in en fragment Helianda sestavljajo Palatinus Latinus 1447 [30]
- Karolinške knjige

#### Klasična grška in latinska besedila
- Vatikanski Vergilij (Vergilius Vaticanus)
- Rimski Vergilij (Vergilius Romanus)
- Avgustov Vergilij (Vergilius Augusteus), štirje listi so v Vatikanski knjižnici, 3 listi v Berlinski državni knjižnici[31]
- Codex Vaticanus Ottobonianus Latinus 1829, znan tudi kot Codex Romanus, je eden od treh najpomembnejših rokopisov, ki ohranjajo pesmi Catulla
- Vatikanski rokopis (Codex Vaticanus Latinus) 3868, eden najstarejših in najdragocenejših ohranjenih rokopisov grške Biblije[32]
- Deli Evklidovih elementov, eno najstarejših grških besedil o Pitagorovem izreku[1]

#### Srednjeveška grška in latinska besedila
- Codex Vaticano Rossi 215, fragmenti Rossijevega kodeksa [33]
- Vaticanus Graecus 1001, originalni rokopis Prokopijeve Tajne zgodovine [34]
- De arte venandi cum avibus, latinska razprava o sokolstvu, v formatu pergamentnega kodeksa v dveh stolpcih, napisana v 40-ih letih 13. stoletja.

#### Drugo
- Codex Borgia, obsežen mezoameriški rokopis, ki prikazuje mitologijo in temeljne obrede v hieroglifskih besedilih in ikonografiji, narejen iz živalskih kož
- Codex Vat. Arabo 368, edini rokopis Hadith Bayad wa Riyad, arabske ljubezenske zgodbe [35]
- Codex Vaticanus 3738, Codex Ríos [36] italijanski prevod španskega kolonialnega rokopisa s kopijami azteških slik iz izvirnega Codexa Telleriano-Remensis, ki naj bi ga leta 1566 napisal dominikanski pater Ríos
- Borgiani Siriaci 175, rokopisni zvitek Diwan Abatur, mandejsko besedilo [37]

#### Korani
Knjižnica vsebuje več kot 100 rokopisov Korana iz različnih zbirk, ki jih je katalogiziral italijansko-judovski jezikoslovec Giorgio Levi Della Vida: Vaticani arabi 73; Borgiani Arabi 25; Barberiniani orientali 11; Rossiani 2. Največji rokopis v knjižnici, Vat. Ar. 1484 , meri 540x420 mm. Najmanjši rokopis Vat. Ar. 924 je krog s premerom 45 mm ohranjen v osmerokotni škatli.

### Projekti digitalizacije
Leta 2012 so bili objavljeni načrti za digitalizacijo milijonov strani gradiva iz Vatikanske knjižnice v sodelovanju z Bodleian Library, Univerze v Oxfordu.
20. marca 2014 je Sveti sedež objavil, da sta družba NTT Data Corporation in knjižnica sklenila dogovor o digitalizaciji približno 3000 rokopisov v obdobju štirih let. NTT je podaril opremo, katere vrednost je ocenjena na 18 milijonov evrov. Obstaja možnost tudi naknadne digitalizacije 79.000 knjižničnih gradiv. Ti bodo v obliki slik visoke ločljivosti, ki bodo na voljo na spletni strani knjižnice. Gradivo bo shranjeno na strežniku, ki ga bo zagotovil EMC.
DigiVatLib je ime digitalne Vatikanske knjižnice. Omogoča brezplačen dostop do digitaliziranih zbirk rokopisov in inkunabul.
Na skeniranje dokumentov vpliva tudi material, uporabljen za izdelavo besedil. Knjige, ki vsebujejo zlato in srebro v okrasju, zahtevajo posebno opremo za skeniranje. Digitalne kopije se shranjujejo s protokolom CIFS iz strojne opreme za shranjevanje v omrežju Dell EMC.

## Sorodne knjižnice

### Vatikanski apostolski arhiv
Vatikanski apostolski arhiv, ki se nahaja v Vatikanu, je osrednji arhiv za vse dokumente in zapise, ki jih je kadarkoli proizvedel ali izdal Sveti sedež, kar vključuje državne listine, korespondence, papeške računovodske knjige  in številne druge dokumente, ki jih je zbrala cerkev skozi stoletja. V 17. stoletju so bili arhivi po ukazu papeža Pavla V. ločeni od Vatikanske knjižnice, kjer so imeli raziskovalci zelo omejen dostop do njih, in so ostali popolnoma zaprti za tujce do leta 1881, ko jih je papež Leon XIII. odprl raziskovalcem. 

### Vatikanska filmska knjižnica
Vatikanska filmska knjižnica v Sv. Louisu v Misouriju je edina vatikanska zbirka, ki jea zunaj Vatikana in vsebuje več kot 37.000 mikrofilmov. Nahaja se v knjižnici Pija XII. na kampusu Univerze sv. Louis. Knjižnico je ustvaril Lowrie J. Daly (1914–2000) s pomočjo financiranja s strani Kolumbovih vitezov. Cilj je bil narediti vatikanske in druge dokumente bolj dostopne raziskovalcem v Severni Ameriki.
Mikrofilmanje vatikanskih rokopisov se je začelo leta 1951. To je takrat veljalo za največji projekt mikrofilmanja, ki je bil kadarkoli izveden. Knjižnica se je odprla leta 1953, leta 1959 pa se je preselila na kampus univerze St. Louis, v spominsko knjižnico Pija XII. Prvi knjižničar je bil Charles J. Ermatinger, ki je služboval do leta 2000. Leta 2007 je knjižnica proizvedla več kot 37.000 mikrofilmov rokopisov z gradivom v grščini, latinščini, arabščini, hebrejščini, v etiopskem jeziku ter mnogih drugih zahodnoevropskih jezikih.

## Osebje
Glavni vodja knjižnice je bil skozi stoletja imenovan kardinal, katerega uradni naziv je bil kardinal knjižničar. To so pogosto bili ugledni učenjaki. Po ponovnem odprtju knjižnice leta 1883 je papež Leon XIII. naziv spremenil v prefekta. 

### Seznam knjižničarjev
(P) označuje osebe, ki so delovali kot knjižničarji, niso bili pa kardinali.
| Ime                          | Življenjska doba | Naziv                   | Čas delovanja          |
| ---------------------------- | ---------------- | ----------------------- | ---------------------- |
| Marcello Cervini             | 1501–1555        | Bibliothecarius I       | 1550‒1555              |
| Roberto de' Nobili           | 1541–1559        | Bibliothecarius II      | 1555–1559              |
| Alfonso Carafa               | 1540–1565        | Bibliothecarius III     | 1559–1565              |
| Marcantonio da Mula          | 1506–1572        | Bibliothecarius IV      | 1565–1572              |
| Guglielmo Sirleto            | 1514–1585        | Bibliothecarius V       | 1572–1585              |
| Antonio Carafa               | 1538–1591        | Bibliothecarius VI      | 1585‒1591              |
| Marco Antonio Colonna        | 1523 ca.–1597    | Bibliothecarius VII     | 1591–1597              |
| Cesare Baronio               | 1538–1607        | Bibliothecarius VIII    | 1597–1607              |
| Ludovico de Torres           | 1552–1609        | Bibliothecarius IX      | 1607–1609              |
| Scipione Borghese Caffarelli | 1576–1633        | Bibliothecarius X       | 1609–1618              |
| Scipione Cobelluzzi          | 1564–1626        | Bibliothecarius XI      | 1618–1626              |
| Francesco Barberini          | 1597–1679        | Bibliothecarius XII     | 1626–1633              |
| Antonio Barberini            | 1569–1646        | Bibliothecarius XIII    | 1633–1646              |
| Orazio Giustiniani           | 1580–1649        | Bibliothecarius XIV     | 1646–1649              |
| Luigi Capponi                | 1583–1659        | Bibliothecarius XV      | 1649–1659              |
| Flavio Chigi                 | 1631–1693        | Bibliothecarius XVI     | 1659–1681              |
| Lorenzo Brancati             | 1612–1693        | Bibliothecarius XVII    | 1681–1693              |
| Girolamo Casanate            | 1620–1700        | Bibliothecarius XVIII   | 1693–1700              |
| Enrico Noris                 | 1631–1704        | Bibliothecarius XIX     | 1700–1704              |
| Benedetto Pamphili           | 1653–1730        | Bibliothecarius XX      | 1704–1730              |
| Angelo Maria Querini         | 1680–1755        | Bibliothecarius XXI     | 1730–1755              |
| Domenico Passionei           | 1682–1761        | Bibliothecarius XXII    | 1741–1755(P) 1755–1761 |
| Alessandro Albani            | 1692–1779        | Bibliothecarius XXIII   | 1761–1779              |
| Francesco Saverio de Zelada  | 1717–1801        | Bibliothecarius XXIV    | 1779–1801              |
| Luigi Valenti Gonzaga        | 1725–1808        | Bibliothecarius XXV     | 1802–1808              |
| Giulio Maria della Somaglia  | 1744–1830        | Bibliothecarius XXVI    | 1827–1830              |
| Giuseppe Albani              | 1750–1834        | Bibliothecarius XXVII   | 1830–1834              |
| Luigi Lambruschini           | 1776–1854        | Bibliothecarius XXVIII  | 1834–1853              |
| Angelo Mai                   | 1782–1854        | Bibliothecarius XXIX    | 1853–1854              |
| Antonio Tosti                | 1776–1866        | Bibliothecarius XXX     | 1860–1866              |
| Jean Baptiste François Pitra | 1812–1889        | Bibliothecarius XXXI    | 1869–1889              |
| Placido Maria Schiaffino     | 1829–1889        | Bibliothecarius XXXII   | 1889–1889              |
| Alfonso Capecelatro          | 1824–1912        | Bibliothecarius XXXIII  | 1890–1912              |
| Mariano Rampolla del Tindaro | 1843–1913        | Bibliothecarius XXXIV   | 1912–1913              |
| Francesco di Paola Cassetta  | 1841–1919        | Bibliothecarius XXXV    | 1914–1919              |
| Aidan [Francis Neil] Gasquet | 1845–1929        | Bibliothecarius XXXVI   | 1919–1929              |
| Franz Ehrle                  | 1845–1934        | Bibliothecarius XXXVII  | 1929–1934              |
| Giovanni Mercati             | 1866–1957        | Bibliothecarius XXXVIII | 1936–1957              |
| Eugène Tisserant             | 1884–1972        | Bibliothecarius XXXIX   | 1957–1971              |
| Antonio Samoré               | 1905–1983        | Bibliothecarius XL      | 1974–1983              |
| Alfons Maria Stickler        | 1910–2007        | Bibliothecarius XLI     | 1983–1985(P) 1985–1988 |
| Antonio María Javierre Ortas | 1921–2007        | Bibliothecarius XLII    | 1988–1992              |
| Luigi Poggi                  | 1917–2010        | Bibliothecarius XLIII   | 1992–1994(P) 1994–1997 |
| Jorge María Mejía            | 1923–2014        | Bibliothecarius XLIV    | 1998‒2003              |
| Jean-Louis Tauran            | 1943–2018        | Bibliothecarius XLV     | 2003–2007              |
| Raffaele Farina              | 1933–            | Bibliothecarius XLVI    | 2007–2012              |
| Jean-Louis Bruguès           | 1943–            | Bibliothecarius XLVII   | 2012‒2018              |
| José Tolentino de Mendonça   | 1965–            | Bibliothecarius XLVIII  | 2018–2022              |
| Angelo Vincenzo Zani         | 1950–            | Bibliothecarius XLIX    | 2022‒                  |